# Das Gericht zieht sich zur Beratung zurück
Das Gericht zieht sich zur Beratung zurück war eine 79-teilige Hörspiel-Gerichtssendung, die zwischen 1952 und 1956 zunächst vom Nordwestdeutschen Rundfunk und nach dessen Spaltung vom Norddeutschen Rundfunk ausgestrahlt wurde.

## Inhalt
Jede Folge bot den Hörern die Möglichkeit, einer in sich abgeschlossenen Gerichtsverhandlung beizuwohnen. Die Manuskripte basierten dabei auf authentischen Fällen. Die Folgen waren gleich strukturiert: Zunächst hatten der oder die Angeklagte und der Ankläger das Wort, danach folgten die Plädoyers des Staatsanwalts und der Verteidigung. In der darauffolgenden Pause diskutierten vom Sender eingeladene Hörer die Verhandlung, anschließend wurde das Urteil verkündet.

## Sonstiges
Die Idee zu dieser Serie stammte von Gerd Fricke, der bei allen Folgen Regie führte. Die Manuskripte schrieben elf verschiedene Autoren, unter anderem der auch als Gerichtsreporter bekannt gewordene Schriftsteller Gerhart Herrmann Mostar. Obwohl häufig dieselben Schauspieler mitwirkten, wurden die wiederkehrenden Charaktere wie Staatsanwalt, Verteidiger oder Richter nur selten mit demselben Sprecher besetzt. Die Ausstrahlung der einzelnen Folgen, die jeweils eine Länge von ca. 40 Minuten hatten, erfolgte in unregelmäßigen Abständen.

## Episodenliste
| Folge | Erstsendung        | Titel                                 | Autor                   | Sprecher (Auswahl)                                                                                    |
| 1     | 16. Mai 1952       | Mord oder Selbstmord                  | Ernst Buchholz          | Gisela von Collande, Heinz Frölich, Katharina Brauren, Hans Lietzau, Wilhelm Kürten                   |
| 2     | 7. Juni 1952       | Tumult beim Fußball                   | Ernst Buchholz          | Richard Münch, Walter Klam, Werner Riepel, Kurt Klopsch, Hans Fitze                                   |
| 3     | 19. Juni 1952      | Der 13. März                          | Ernst Buchholz          | Marga Maasberg, Carl Voscherau, Georg Eilert, Ilse Rehbein, Hans Irle                                 |
| 4     | 5. Juli 1952       | Eulenspiegel vor Gericht              | Ernst Buchholz          | Harry Meyen, Rudolf Fenner, Helmut Peine, Hermann Lenschau, Andreas von der Meden                     |
| 5     | 19. Juli 1952      | Am Wege                               | Ernst Buchholz          | Eduard Marks, Josef Dahmen, Erwin Linder, Heinz Klingenberg                                           |
| 6     | 2. August 1952     | Das geheimnisvolle Wertpaket          | Ernst Buchholz          | Helmuth Gmelin, Reinhold Nietschmann, Erich Weiher, Waldemar Staegemann                               |
| 7     | 23. August 1952    | Die Rose am falschen Ort              | Ernst Buchholz          | Alexander Hunzinger, Bruno Klockmann, Marga Maasberg                                                  |
| 8     | 6. September 1952  | Vater und Sohn                        | Gerhart Herrmann Mostar | Kurt Elwenspoek, Kurt Haars, Adolf Will, Charlotte Kunze                                              |
| 9     | 20. September 1952 | § 170 c                               | Gerhart Herrmann Mostar | Herbert Steinmetz, Hartwig Sievers, Franz Schafheitlin, Georg Eilert, Josef Dahmen                    |
| 10    | 7. Oktober 1952    | Moral im Dienst                       | Gerhart Herrmann Mostar | Günther Bobrik, Heinz Suchantke, Erwin Linder, Helga Bammert, Wolfgang Rottsieper                     |
| 11    | 1. November 1952   | Kann Wahrheit beleidigen?             | Gerhart Herrmann Mostar | Erwin Linder, Hermann Kner, Ursula von Bose-Zeit, Günther Jerschke                                    |
| 12    | 11. November 1952  | Der Ankläger wird zum Verteidiger     | Gerhart Herrmann Mostar | Annemarie Schradiek, Helmut Peine, Heinz Klevenow, Gerd Fricke                                        |
| 13    | 28. November 1952  | Alfred auf Trümmern                   | Margarethe Herold       | Hans Zesch-Ballot, Rolf Mamero, Heinz Roggenkamp, Marga Maasberg                                      |
| 14    | 7. Dezember 1952   | Der Orgeldieb                         | Margarethe Herold       | Günther Dockerill, Mita von Ahlefeldt, Hans Tügel, Heinz Piper, Jo Wegener                            |
| 15    | 27. Dezember 1952  | Der weiße Magier                      | Gerhart Herrmann Mostar | Hans Mahler, Otto Kurth, Heidi Kabel, Heinz Lanker, Walter Scherau                                    |
| 16    | 17. Januar 1953    | Angst vor dem Vater                   | Gerhart Herrmann Mostar | Robert Meyn, Herbert A. E. Böhme, Hans Zesch-Ballot, Heinz Roggenkamp                                 |
| 17    | 31. Januar 1953    | Einsamer alter Mann                   | Gerhart Herrmann Mostar | Waldemar Staegemann, Josef Sieber, Helmuth Gmelin                                                     |
| 18    | 16. Februar 1953   | Das Geheimnis der dunklen Limousine   | Margarethe Herold       | Hans Zesch-Ballot, Walter Klam, Heinz Roggenkamp, Katharina Brauren                                   |
| 19    | 2. März 1953       | Der Kuß in der Gartenlaube            | Margarethe Herold       | Jo Wegener, Marga Maasberg, Otto Kurth, Karl-Heinz Kreienbaum                                         |
| 20    | 28. März 1953      | Der schöne Erasmus                    | Margarethe Herold       | Alf Pankarter, Heinz Ladiges, Inge Meysel, Jo Wegener                                                 |
| 21    | 15. April 1953     | Operationsschwester Gerda             | Wilfried Schlie         | Annemarie Schradiek, Walter Klam, Richard Münch, Hans Tügel                                           |
| 22    | 30. April 1953     | Zehn Sekunden Jähzorn                 | Gerhart Herrmann Mostar | Erich Ponto, Hans Mahnke, Heinz Reincke, Theodor Loos, Hellmut Lange                                  |
| 23    | 11. Mai 1953       | Das Abschiedsmahl                     | Erich Brautlacht        | Alf Pankarter, Waldemar Staegemann, Erwin Linder                                                      |
| 24    | 5. Juni 1953       | Das Gewehr auf dem Schrank            | Margarethe Herold       | Hans Tügel, Joseph Offenbach, Andreas von der Meden, Katharina Brauren                                |
| 25    | 26. Juni 1953      | Der Verkehrsunfall                    | Gerhart Herrmann Mostar | Wolfgang Wahl, Friedrich Schütter, Josef Dahmen, Erna Nitter                                          |
| 26    | 11. Juli 1953      | Das Geständnis                        | Georg Krönich           | Hans Gertberg, Günther Jerschke, Rolf Mamero, Joachim Wolff                                           |
| 27    | 22. Juli 1953      | Die Angst des Walter Reimers          | Margarethe Herold       | Erwin Wirschaz, Magda Bäumken, Jo Wegener, Hartwig Sievers, Robert Meyn                               |
| 28    | 9. August 1953     | Die erschlichene Wohnung              | Margarethe Herold       | Gisela von Collande, Franz Schafheitlin, Hans Tügel, Hellmut Lange                                    |
| 29    | 12. September 1953 | Franzl macht Dummheiten               | Gerhart Herrmann Mostar | Peter Fricke, Walter Schultheiß, Kurt Elwenspoek                                                      |
| 30    | 27. September 1953 | Der feine Kavalier                    | Margarethe Herold       | Wolfgang Wahl, Jo Wegener, Rolf Mamero, Hans Tügel                                                    |
| 31    | 25. Oktober 1953   | Kindesentführung                      | Gerhart Herrmann Mostar | Erwin Linder, Werner Rundshagen, Gisela von Collande, Ilse Bally, Joseph Offenbach                    |
| 32    | 15. November 1953  | Der verschwundene Ring                | Margarethe Herold       | Jo Wegener, Hans Tügel, Ernst von Klipstein, Kurt Fischer-Fehling                                     |
| 33    | 5. Dezember 1953   | Ferndiagnose                          | Gerhart Herrmann Mostar | Hans Paetsch, Werner Rundshagen, Heinz Piper, Heinz Roggenkamp                                        |
| 34    | 13. Dezember 1953  | Leichter Junge – schwerer Diebstahl   | Gerhart Herrmann Mostar | Trudik Daniel, Paul Gerhard Klose, Helga Bammert, Hans Zesch-Ballot                                   |
| 35    | 9. Januar 1954     | Der große Bruder                      | Gerhart Herrmann Mostar | Helmuth Rudolph, Annemarie Schradiek, Hans Irle, Carl Voscherau                                       |
| 36    | 19. Januar 1954    | Die feindlichen Nachbarn              | Ernst Buchholz          | Waldemar Staegemann, Franz Schafheitlin, Helmut Peine, Helga Bammert, Josef Dahmen                    |
| 37    | 27. Februar 1954   | Der Schlaftrunk                       | Gerhart Herrmann Mostar | Hans Tügel, Jo Wegener, Rolf Mamero, Max Walter Sieg                                                  |
| 38    | 13. März 1954      | Der Mann ohne Zeugnis                 | Margarethe Herold       | Hermann Lenschau, Otto Kurth, Gisela Zoch, Werner Hinz                                                |
| 39    | 26. März 1954      | Mord an einer Toten                   | Franz Josef Pootmann    | Hans Tügel, Jo Wegener, Heinz Roggenkamp, Ingrid von Bothmer                                          |
| 40    | 5. April 1954      | Die Tonne mit den Fröschen            | Margarethe Herold       | Heinz Roggenkamp, Georg Eilert, Herbert Steinmetz, Viola Wahlen                                       |
| 41    | 19. April 1954     | Männertreu postlagernd                | Erich Brautlacht        | Joseph Offenbach, Ingrid von Bothmer, Benno Sterzenbach, Rolf Mamero                                  |
| 42    | 6. Mai 1954        | Strafsache Rudolf Winkler             | Gerhart Herrmann Mostar | Jochen-Wolfgang Meyn, Charles Brauer, Gisela Zoch, Herbert Steinmetz                                  |
| 43    | 23. Mai 1954       | ...fällt unter Bigamie                | Alexander Sternberg     | Volker von Collande, Ernst von Klipstein, Franz Schafheitlin, Werner Rundshagen, Inge Stolten         |
| 44    | 24. Juni 1954      | Ein klarer Fall                       | Alexander Sternberg     | Charlotte Schellenberg, Ursula Noack, Erna Nitter, Rudolf Fenner, Heinz Roggenkamp                    |
| 45    | 6. Juli 1954       | Das Recht am eigenen Bild             | Ernst Buchholz          | Franz Schafheitlin, Hans Irle, Marga Maasberg, Eva Pflug, Ingrid von Bothmer                          |
| 46    | 18. Juli 1954      | 1,9 pro mille                         | Alexander Sternberg     | Willy Maertens, Erna Nitter, Kurt Klopsch, Friedrich Schütter, Hanne Wieder                           |
| 47    | 9. August 1954     | Die verhängnisvollen Strahlen         | Erich Brautlacht        | Hans Tügel, Rolf Mamero, Ludwig Linkmann, Waldemar Staegemann                                         |
| 48    | 24. August 1954    | Im Affekt                             | Alexander Sternberg     | Jo Wegener, Annemarie Marks-Rocke, Eva Fiebig, Marga Maasberg, Heinz Roggenkamp                       |
| 49    | 7. September 1954  | Der Ehrenmann und die Diebin          | Gerhart Herrmann Mostar | Franz Schafheitlin, Charlotte Schellenberg, Herbert Steinmetz                                         |
| 50    | 19. September 1954 | Vorbestraft                           | Alexander Sternberg     | Franz Schafheitlin, Hans Irle, Erich Weiher, Kurt Klopsch, Trudik Daniel                              |
| 51    | 3. Oktober 1954    | Kuppelei                              | Erich Brautlacht        | Rolf Mamero, Erna Nitter, Walter Grüters, Joachim Wolff, Walter Ruppel                                |
| 52    | 9. November 1954   | Der Fahrradkauf                       | Alexander Sternberg     | Günther Jerschke, Gisela von Collande, Heinz Roggenkamp, Ingrid von Bothmer                           |
| 53    | 26. November 1954  | Nächtlicher Besuch                    | Alexander Sternberg     | Hans Zesch-Ballot, Hans Tügel, Hermann Lenschau, Heinz Roggenkamp                                     |
| 54    | 7. Dezember 1954   | Ein falscher Zwanziger                | Willy Kleemann          | Otto Kurth, Erwin Linder, Gisela von Collande, Rolf Nagel, Willy Witte                                |
| 55    | 30. Dezember 1954  | Mein Sohn taugt nichts                | Gerhart Herrmann Mostar | Peter Fricke, Paul Hoffmann, Carl Lange                                                               |
| 56    | 9. Januar 1955     | Nur vier Kilometer bis zum Dorf       | Willy Kleemann          | Erwin Linder, Hartwig Sievers, Josef Dahmen, Jo Wegener, Hans Paetsch                                 |
| 57    | 25. Januar 1955    | Gesetz und Gerechtigkeit              | Alexander Sternberg     | Franz Schafheitlin, Ida Ehre, Gisela Zoch, Hans Zesch-Ballot, Heinz Roggenkamp                        |
| 58    | 17. Februar 1955   | Tragödie des Vertrauens (Geständig)   | Alexander Sternberg     | Marlene Riphahn, Helmuth Rudolph, Heinz Roggenkamp, Joachim Wolff                                     |
| 59    | 3. März 1955       | Bewußtseinsstörung?                   | Alexander Sternberg     | Charles Brauer, Werner Schumacher, Erna Nitter, Eric Schildkraut, Wilhelm Kürten                      |
| 60    | 19. März 1955      | Recht oder Rache                      | Willy Kleemann          | Rolf Mamero, Jo Wegener, Marianne Kehlau, Holger Hagen, Friedrich Schütter                            |
| 61    | 31. März 1955      | Verdacht genügt                       | Willy Kleemann          | Erwin Linder, Herbert Steinmetz, Kurt A. Jung                                                         |
| 62    | 16. April 1955     | Ohne Zeugen                           | Alexander Sternberg     | Viola Wahlen, Georg Eilert, Werner Riepel, Kurt Klopsch                                               |
| 63    | 3. Mai 1955        | Die Strafe vor der Tat                | Willy Kleemann          | Heinz Ladiges, Alexander Hunzinger, Hans Tügel, Erna Nitter, Rudolf Fenner                            |
| 64    | 15. Mai 1955       | Die indiskrete Wirtin                 | Alexander Sternberg     | Richard Lauffen, Kurt Klopsch, Günther Jerschke, Hans Zesch-Ballot                                    |
| 65    | 4. Juni 1955       | Brandserie im Kreis Rechlitz          | Alexander Sternberg     | Friedrich Schütter, Ernst von Klipstein, Eric Schildkraut, Hans Irle, Max Walter Sieg                 |
| 66    | 18. Juni 1955      | Die vertauschte Blutprobe             | Erich Brautlacht        | Reinhold Nietschmann, Hans Tügel, Edda Seippel,                                                       |
| 67    | 2. Juli 1955       | Ein Arzt zwischen Gesetz und Gewissen | Willy Kleemann          | Kurt Elwenspoek, Gisela von Collande, Kurt Haars, Carl Lange                                          |
| 68    | 16. Juli 1955      | Bestechung                            | Willy Kleemann          | Heinz Ladiges, Horst Beck, Erich Schildkraut, Josef Dahmen, Arnold Marquis                            |
| 69    | 27. Juli 1955      | Böse Zungen                           | Alexander Sternberg     | Georg Eilert, Heinz Piper, Waldemar Staegemann, Rolf Mamero, Jo Wegener                               |
| 70    | 17. August 1955    | Linie 77                              | Alexander Sternberg     | Arnold Marquis, Hans Tügel, Jo Wegener, Kurt Klopsch, Herbert A. E. Böhme                             |
| 71    | 3. September 1955  | Die tödliche Spritze                  | Willy Kleemann          | Wilhelm Kürten, Robert Meyn, Viola Wahlen, Hermann Lenschau, Eva Fiebig, Ilse Bally                   |
| 72    | 17. September 1955 | Der Automatenschreck                  | Alexander Sternberg     | Inge Stolten, Werner Rundshagen, Charles Brauer, Ann Höling, Werner Schumacher                        |
| 73    | 1. Oktober 1955    | Jutta und Michael                     | Willy Kleemann          | Marlene Riphahn, Gustl Busch, Dinah Hinz, Charlotte Kramm, Günther Schramm                            |
| 74    | 21. Oktober 1955   | Das eingehandelte Kind                | Henning Sengstack       | Heinz Klingenberg, Hans Tügel, Charlotte Schellenberg, Heinz Roggenkamp, Josef Dahmen, Hildburg Frese |
| 75    | 18. November 1955  | Das Bild auf dem Schreibtisch         | Alexander Sternberg     | Trudik Daniel, Helmut Peine, Adolph Spalinger, Friedrich Schütter                                     |
| 76    | 29. November 1955  | Wer bekommt Katharina                 | Willy Kleemann          | Richard Münch, Rolf Prasch, Helga Bammert, Heinz Roggenkamp                                           |
| 77    | 13. März 1956      | Die Lokomotive in der Tasche          | Alexander Sternberg     | Erwin Linder, Richard Lauffen, Reinhold Nietschmann, Jo Wegener, Gerda Maria Jürgens                  |
| 78    | 17. April 1956     | Überfall in der Julianstraße          | Gerhard Schnitter       | Heinz Roggenkamp, Marga Maasberg, Erwin Wirschaz, Hans Fitze, Carl Voscherau, Hartwig Sievers         |
| 79    | 14. Mai 1956       | Lehren will gelernt sein              | Henning Sengstack       | Rolf Mamero, Hans Zesch-Ballot, Kurt Fischer-Fehling, Herbert A. E. Böhme, Wilhelm Kürten             |